# Fillmore, Indiana
Fillmore är en kommun (town) i Putnam County i Indiana. Vid 2010 års folkräkning hade Fillmore 533 invånare.